# No, megállj csak!
A No, megállj csak! (orosz cím: Ну, погоди!, magyaros átírással Nu, págágyí) szovjet,  rövid epizódokból álló  rajzfilmsorozat. A Szojuzmultfilm filmstúdió gondozásában készült 1969 és 1986 között.

Jelenet a 7. (Tengeri utazás című) részből

A sorozatot Vjacseszlav Mihajlovics Kotyonocskin rendezte.
Az első rész 1969. június 14-én került a mozikba, a farkast megszemélyesítő Anatolij Papanov halála miatt 1986-ban pedig az utolsó. Az azóta kultuszfilmmé nőtt sorozat korábbi hanganyagából összevágva 1993-ban és 1994-ben (még Papanov hangjával) kiadtak egy-egy újabb epizódot.
2005 óta új szinkronnal (Igor Hrisztyenko és Olga Zvereva) készülnek az új epizódok, eddig három, az utolsó 2012-ben.

## A film címe
A filmek elején többnyire a Nyúl szerepel valamilyen ártatlan dologgal foglalatoskodva, majd a Farkas tűnik fel, aki állandóan el akarja kapni a Nyulat, ekkor a Nyúl menekülni kezd, mire a Farkas azt kiáltja: „No, Nyúl... No, megállj csak!”, és utánaered. A sorrend néha változik.

## Szereplők
A sorozatnak két főszereplője van: a Farkas (Волк) és a Nyúl (Заяц)

### Farkas
Kezdetben olyan, mint egy huligán: erős dohányos, aki előszeretettel éli ki vandál hajlamait, amint csak lehet, gyakran kisebb-nagyobb törvényeket is áthágva. Másfelől azonban próbálkozásai, hogy elkapja a Nyulat, gyakran hihetetlen mutatványokra is rákényszerítik, melyekben egyéb képességeiről is számot ad: például kiválóan tud műkorcsolyázni, balettozni, gitározni és motorozni roppant erős, rocker motorján. Énektudását is megcsillantja, az első részben például a kötélen felfelé mászva a szovjet rendszerben csupán megtűrt Vlagyimir Viszockij dalát (Dal a barátról – Пecня o дpyгe) dúdolja. Habár nem tehetségtelen, mégis minden próbálkozása a Nyúl elkapására rendre visszafelé sül el. Ahogy a sorozat halad előre, úgy lesz egyre céltudatosabb, nem egy nyulat szeretne elkapni, hanem a Nyulat, melynek érdekében nem riad vissza drasztikusabb módszerek alkalmazásától sem.

### Nyúl
A Nyúl rendszerint a pozitív hőse a sorozatnak, habár sokkal kevesebbet szerepel, mint a farkas és karaktere sincs olyannyira kidolgozva – mely miatt sokan a farkassal szimpatizálnak –, szereplése rendszerint a farkas előli menekülésre korlátozódik. Csak az újabb epizódokban került jobban kidolgozásra a figurája, illetve lett aktívabb szereplője a sorozatnak és a menekülésen túl párszor például egyenesen megmenti a Farkast saját csapdájából, vagy a kilátástalan helyzetből, ahová került.

#### Egyéb szereplők
Több visszatérő szereplője is van a rajzfilmnek, ezek közül a roppant erős Víziló (Бегемот) tűnik fel legtöbbször (hol rendőr, hol teremőr a múzeumban, hol boltos, hol gyalogos stb.), illetve a Macska (Кошка), aki bűvész, számos színpadi produkcióval tűnik fel, aki roppant érzékeny a tapsra, nagyon igényli azt. Több kisebb szerepben tűnnek fel különböző barátságos medvék is.

## Az epizódok
A részeknek nem volt címük, csak számuk, viszont minden rész más és más környezetben játszódik:
| #   | Magyar cím                    | Bemutató             |
| --- | ----------------------------- | -------------------- |
| 1.  | Város és tengerpart           | 1969. június 14.     |
| 2.  | Vásárok, búcsúk, fesztiválok  | 1970. július 18.     |
| 3.  | Úton                          | 1971. május 29.      |
| 4.  | Stadionok                     | 1971. június 26.     |
| 5.  | Város                         | 1972. szeptember 23. |
| 6.  | Vidék                         | 1973. április 21.    |
| 7.  | Tengeri utazás                | 1973. május 12.      |
| 8.  | Újévi ünneplés                | 1974. január 5.      |
| 9.  | Televíziós stúdió             | 1976. szeptember 4.  |
| 10. | Építési terület               | 1976. október 9.     |
| 11. | Cirkusz                       | 1977. július 30.     |
| 12. | Múzeum                        | 1978. április 8.     |
| 13. | Olimpiai játékok              | 1980. május 17.      |
| 14. | Napközi                       | 1984. június 2.      |
| 15. | Kultúrház                     | 1985. június 22.     |
| 16. | Az orosz népmesék birodalma   | 1986. szeptember 27. |
| 17. | Egzotikus tájak               | 1993. április 1.     |
| 18. | Szupermarket                  | 1994. június 24.     |
| 19. | Üdülésen                      | 2005. december 22.   |
| 20. | A dácsán                      | 2006. október 7.     |
| 21. | Az új epizód, avagy karácsony | 2012. december 21.   |

### Első rész
Az első rész még csak tesztjelleggel került moziba, és az év második felében beinduló sorozat prototípusát adta.

### 1–16. rész
1969–1986 között ment folyamatosan a mozikban.
- Rendező: Vjacseszlav Kotyonocskin
- Szinkronhangok:
  - Farkas: Anatolij Papanov
  - Nyúl: Klara Rumjanova

### 17–18. rész
Papanov halálával a sorozat felfüggesztése mellett döntöttek, mivel olyannyira összenőtt a színész és karaktere, hogy a folytatás szinte lehetetlennek tűnt, ennek ellenére a kultuszfilmmé nőtt rajzfilmsorozat mégis „közkívánatra” folytatódott. Az alkotók azonban nem mertek új hangot adni a Farkasnak, inkább a korábbi stúdiómunkákból vágtak össze két újabb részt, a Szojuzfilm és az Ukrán TV, Rádió és Mozi Dolgozó Képző Intézet  koprodukciójában.

### 19. rész
Az eredeti rendező fia, Alekszej Kotyonocskin 2005 elején bejelentette, hogy a Krisztmasz Filmz stúdió gondozásában az ismert rádiós parodista, Igor Hrisztyenko (Farkas) és a színésznő Olga Zvereva (Nyúl) hangjával újabb részek készülnek majd. Nyilatkozatában kijelentette azt is, hogy nem kívánták rábírni őket az eredeti hangok utánzására, mivel azt akarták, hogy hiteles legyen a rajzfilm. A bemutatót 2005. szeptember 16-án egy jelmezes felvonulás előzte meg, mely egyben a sorozat újjászületésének is ünnepe volt.

### 20. rész
A 20. rész 2006 elejére készült el, az előző évben megkezdett munka folytatásaként, melynek még nincs vége.

### 21. rész
2012 decemberében elkészült a 21. epizód, ami újévkor, azaz az orosz karácsonykor játszódik. Oroszországban "Новогодний выпуск", azaz Újévi kiadás címen jelent meg hivatalosan.

## A sorozat zenéje
Számos emlékezetes aláfestőzene színesíti a sorozat akciójeleneteit. A számok nagy részét különböző, 1960 és 1980 között megjelent, a zenei rendezők tulajdonában lévő lounge és tánczenei lemezekről másolták át. A felvételek pontos címét nem közlik a stáblista után, ezért eredetük mind a mai napig homályba vész.
A sorozatban legtöbbször hallható előadók: Chico Buarque, Herb Alpert, Nyikolaj Rimszkij-Korszakov, Digital Emotion, Günter Gollasch, Bill Haley, Ted Heath, Leroy Holmes, Halina Kunicka, James Last, Muszlim Magomajev, Paul Mauriat, Hazy Osterwald, Pesznyari, Edyta Piecha, Franck Pourcel, Perez Prado, Alla Pugacsova, Eric Rogers, Earl Scruggs, Igor Szkljar, Terry Snyder, a budapesti Stúdió 11, Mel Taylor,  Klaus Wunderlich, Billy Vaughn, Helmut Zacharias, és a Zemljanye együttes.
A sorozat főcímzenéje Deák Tamás Vízisí című 1967-es szerzeményének részlete, melyben közreműködik a Magyar Rádió Tánczenekara valamint a Harmónia Vokál. A zene még az Üzenet a jövőből – A Mézga család különös kalandjai című magyar rajzfilmsorozat Autó-tortúra című epizódján is hallható.
Néha a dalok szövegeit megváltoztatták vagy a sorrendeket módosították, hogy passzoljanak az eseményekhez. Az újévi duettet, amit Papanov és Rumjanova ad elő, egyenesen a sorozathoz komponálták, és hamarosan slágerré vált.

### Aláfestőzenék
1. epizód
- Dal egy barátról [Песня о друге]
- Utolsó vonat [Последняя электричка]

2. epizód
- Óriáskerék [Чертово колесо] (Muszlim Magomajev)
- The Laughing Hussar (Hazy Osterwald-Sextett)

3. epizód
- Kalinka (Orchester Günter Gollasch)
- Körhinta [Карусель] (Viktor Ignatyjev – В. Игнатьев)
- My Little Suede Shoes (Charlie Parker – Billy May hangszerelése)
- A gladiátorok bevonulása (Julius Fučík)

4. epizód
- King-Winner [Король-Победитель]
- Cha-cha-cha, Jamaica (Viktor Csizsik)
- Rezesbanda [Orkiestry Dęte] (Halina Kunicka)

5. epizód
- El Choclo
- A hosszú útról [Дорогой Длинною]
- Szívverés (Zsoldos Imre és a Magyar Rádió Tánczenekara)
- Tavaszi séta (a Harmónia együttes, a Magyar Rádió Tánczenekara és a Deák Együttes)

6. epizód
- Касіў Ясь канюшыну [Iván herét kaszált] (Pesznyari)
- Jujalarim (Sugra)
- Kardtánc [Танец с саблями] (Aram Hacsaturján)
- A kolhoz baromfitelepén [На колхозной птицеферме] (Vjacseszlav Mescserin zenekara)

7. epizód
- Csak mi [Только мы] (Friendship)
- Balaton (Studió 11)

8. epizód
- Hópelyhecske [Снегурочка]
- Joker (Orchester Günter Gollasch)
- A Banda (Chico Buarque)
- John Grey [Джон Грей]
- La Cumparsita

9. epizód
- Little Man (Franck Pourcel)
- Alszanak a fáradt játékok [Спят усталые игрушки]
- A pap kutyája [У попа была собака] (Olovjannije szoldatyiki)
- Caravan
- Wheels (The String Alongs)
- The Football March

10. epizód
- Casatschok (benne a Katyusa verzéje) (Ladi Geisler és Horst Wende zenekara)
- Popcorn I [Воздушная кукуруза I]
- Blue is the Night (Terry Snyder And The All Stars)
- Strip Tease In Rhythm (Helmut Zacharias)
- Az építők vidám felvonulása [Весёлый марш монтажников] (Nyikolaj Ribnyikov)
- Meetings (Klavgyija Sulzsenko)

11. epizód
- Easy Livin' Coming Closer PopCorn (James Last)
- Trompeten Muckel (James Last)
- Spinning Wheel (Ted Heath Orchestra)

12. epizód
- Zorba [Зорба]
- Onde del Danubio [A Duna hullámain]
- Triumphal March

13. epizód
- A dongó [Полёт шмеля] (Rimszkj-Korszakov – K. Wunderlich hangszerelése)
- Cannonball (Pete Tex)
- How High the Moon (James Last)
- Moliendo Cafe (Perez Prado and His Orchestra)
- Train Forty-Five

14. epizód
- Petersburger Nächte (Hugo Strasser)
- Million Alih Roz (Alla Pugacsova)
- Fű a ház körül [Трава у дома]
- Get Up Action (Digital Emotion)
- Go Go Yellow Screen (Digital Emotion)
- Bavarian Affair (Empire [methusalem])
- The Beauty and the Beast (Digital Emotion)
- Ingatag szekér [Качается вагон]

15. epizód
- Jéghegy [Айсберг]
- A házad teteje alatt [Под крышей дома твоего]

16. epizód
- Sea, Sea [Море, море]
- Zöld fény [Зеленый свет]
- Komarovo [Комарово]

17. epizód
- Korobuska (Korobejnyiki)
- Ne szórj sót a sebemre [Не сыпь мне соль на рану]
- Lambada

18. epizód
- Taganka [Таганка]
- Mandzsúria hegyein [На сопках Маньчжурии]
- Hafanana (Afric Simone)

19. epizód
20. epizód
- Csokinyúl (шоколадный заяц – Pier Narciss)

## Érdekességek
- Az alkotók eredetileg a „szovjet Bob Dylant”, Vlagyimir Viszockijt szemelték ki a Farkas szinkronhangjának, a korabeli pártvezetés azonban ehhez nem járult hozzá.
- A Farkas karaktere olyannyira összenőtt Anatolij Papanovval (egymás részeivé váltak), hogy a színész halálával a sorozat felfüggesztése mellett döntöttek.
- Az 1993-as kiadású részeket korábbi stúdiómunkákból állították össze, még Papanov hangjával.
- Könyv formában is kiadásra került, többek között Magyarországon is.